# Victoria (Hong Kong)
City of Victoria (en català, la Ciutat de Victòria), sovint anomenada Victoria City o simplement Victòria, fou la capital de facto de Hong Kong durant el període colonial britànic. Inicialment es deia Queenstown, però aviat fou coneguda com a Victoria. Fou un dels primers assentaments urbans dins Hong Kong i les seves fronteres estan enregistrades en les Lleis de Hong Kong. Totes agències governamentals encara tenen les seves centrals localitzades dins del seu límit.
L'actual districte Central és al cor de Victoria City. Tot i que la ciutat es va expandir més enllà del que actualment és Kennedy Town, Sheung Wan i Wan Chai, el nom Victoria ha estat eclipsat per Central en la cultura popular. Tanmateix, el nom encara s'utilitza en llocs com Victoria Park, Victoria Peak, Victoria Harbour, Victoria Prison, i diverses carreteres i carrers. També es continua utilitzant aquesta denominació en els noms de diverses organitzacions, com el Districte de Victoria City del Hong Kong Scout, i la Victoria Junior Chamber. El nom de Tribunal del Districte de Victoria era emprat en la dècada del 1980, quan fou traslladat a la Torre Wanchai Torre i combinat amb altres tribunals de districte del territori.

## Història

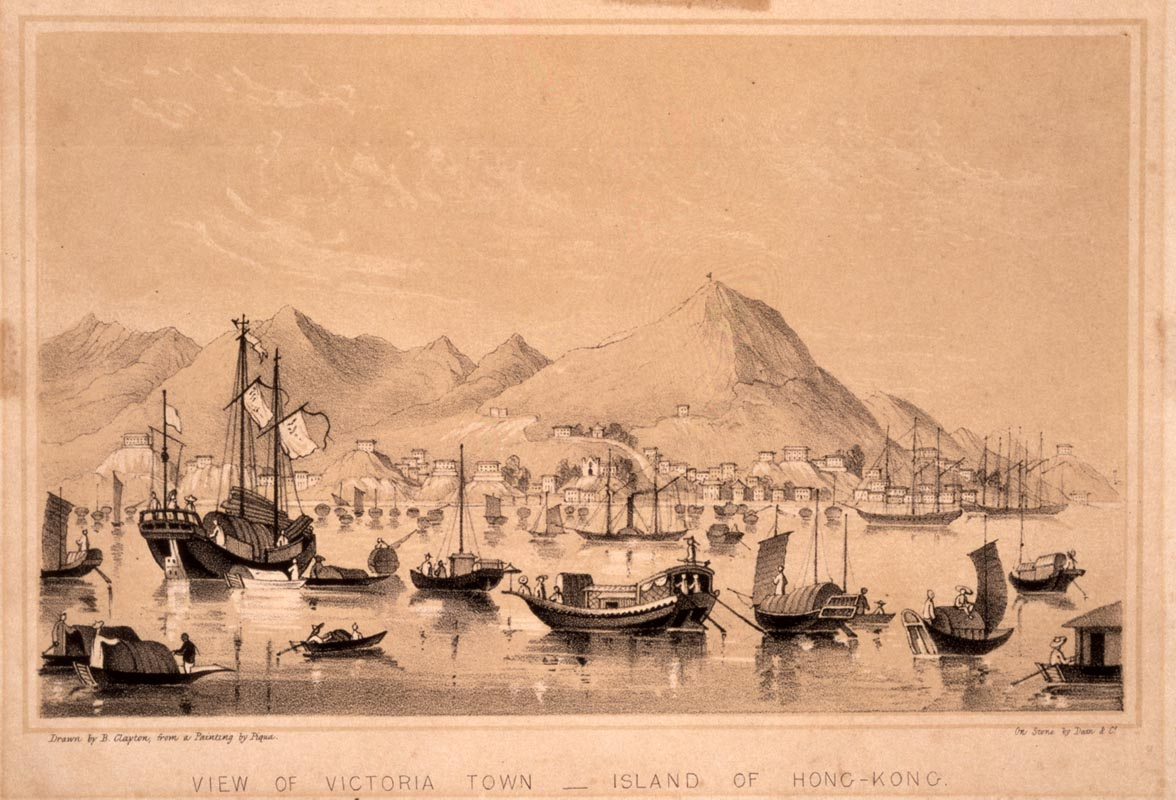
Victoria Town, 1850

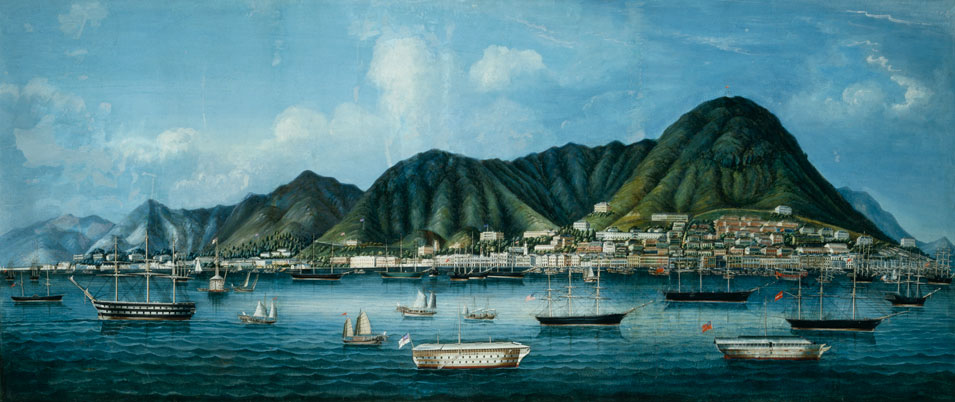
Victòria City, 1860–65

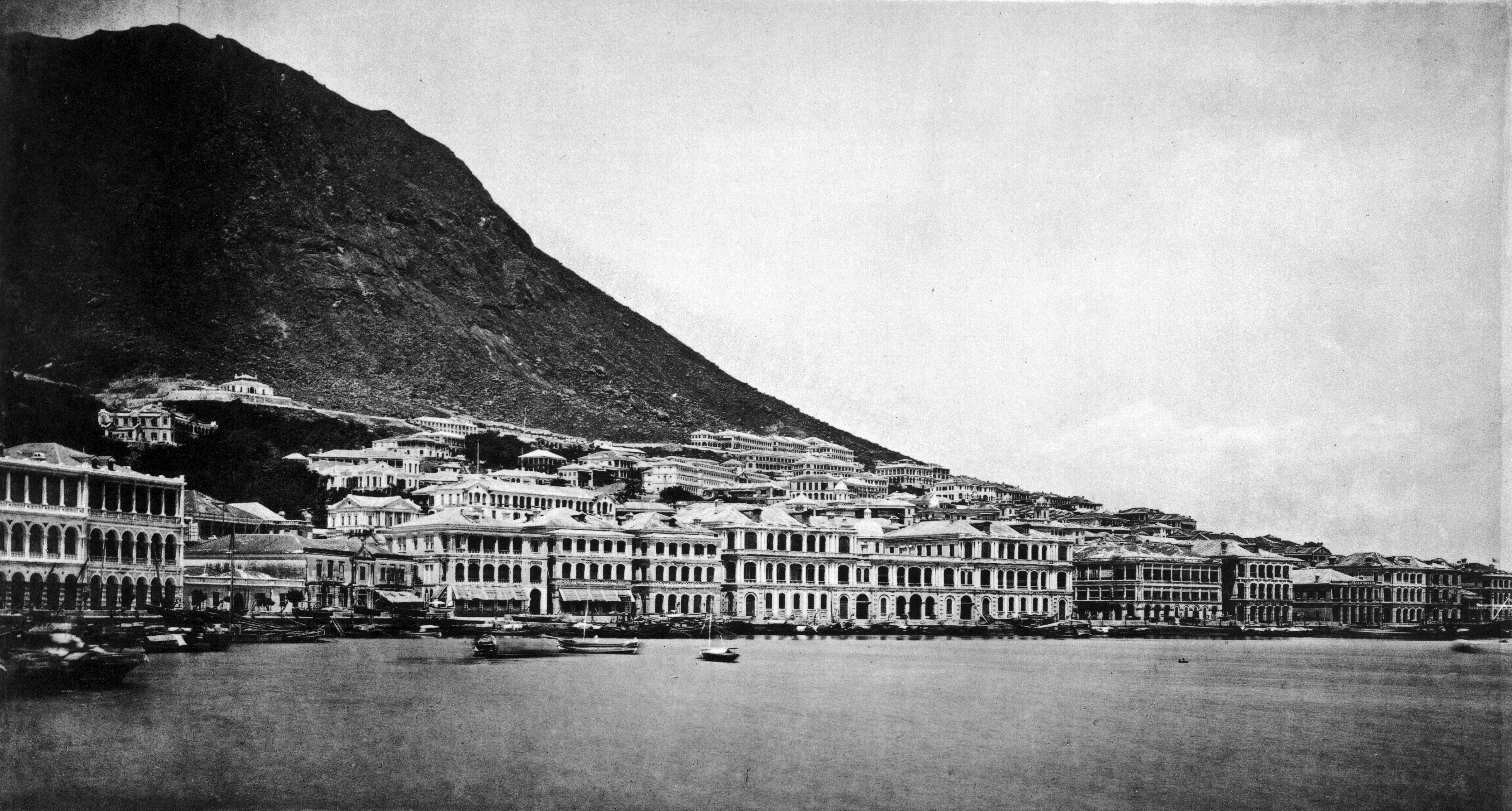
Praya Central, aprox. 1870

En 1857, el govern britànic va expandir els límits de Victoria City, va dividir-la en 4 wans (xinès: 環; literalment: 'anells'). El quatre wans són Sai Wan ("anell de l'oest" en xinès, actuals Sai Wan, que inclou Kennedy town, Shek Tong Tsui i Sai Yung Pun), Sheung Wan ("anell superior" en xinès, actual Sheung Wan), Choong Wan o Chung Wan ("anell central" en xinès, actual districte Central) i Ha Wan ("anell inferior" en xinès, actual Wan Chai). "Sai Wan", "Sheung Wan" i "Choong Wan" conserven el mateix nom en xines en l'actualitat..
El quatre wans encara estan dividits en 9 yeuks (xinès: 約; similar a "districte" o "barri"). L'extensió també incloïa parts d'East Point i Happy Valley (a l'oest de Wong Nai Chung Road al costat est de l'Hipòdrom de Happy Valley). El 1903, es van situar pedres que marcaven la frontera, i 6 d'elles encara es conserven. Les pedres s'estenien des de Causeway Bay fins a Kennedy Town.
En la dècada de 1890, Victoria tenia una extensió de 4 milles d'oest a est, al llarg de la costa. Els edificis estaven construïts amb granit i maó. Els autobusos i el tramvia nou van esdevenir la forma principal de transport en la zona.
La ciutat està centrada en l'actual Central, i dita així per la Reina Victòria l'any 1843. Ocupa les àrees conegudes en el temps moderns com a Central, Admiralty, Sheung Wan, Wan Chai, East Point, Shek Tong Tsui, els Mid-levels, the Peak, Happy Valley, Tin Hau i Kennedy Town, a l'illa de Hong Kong.

## Límits

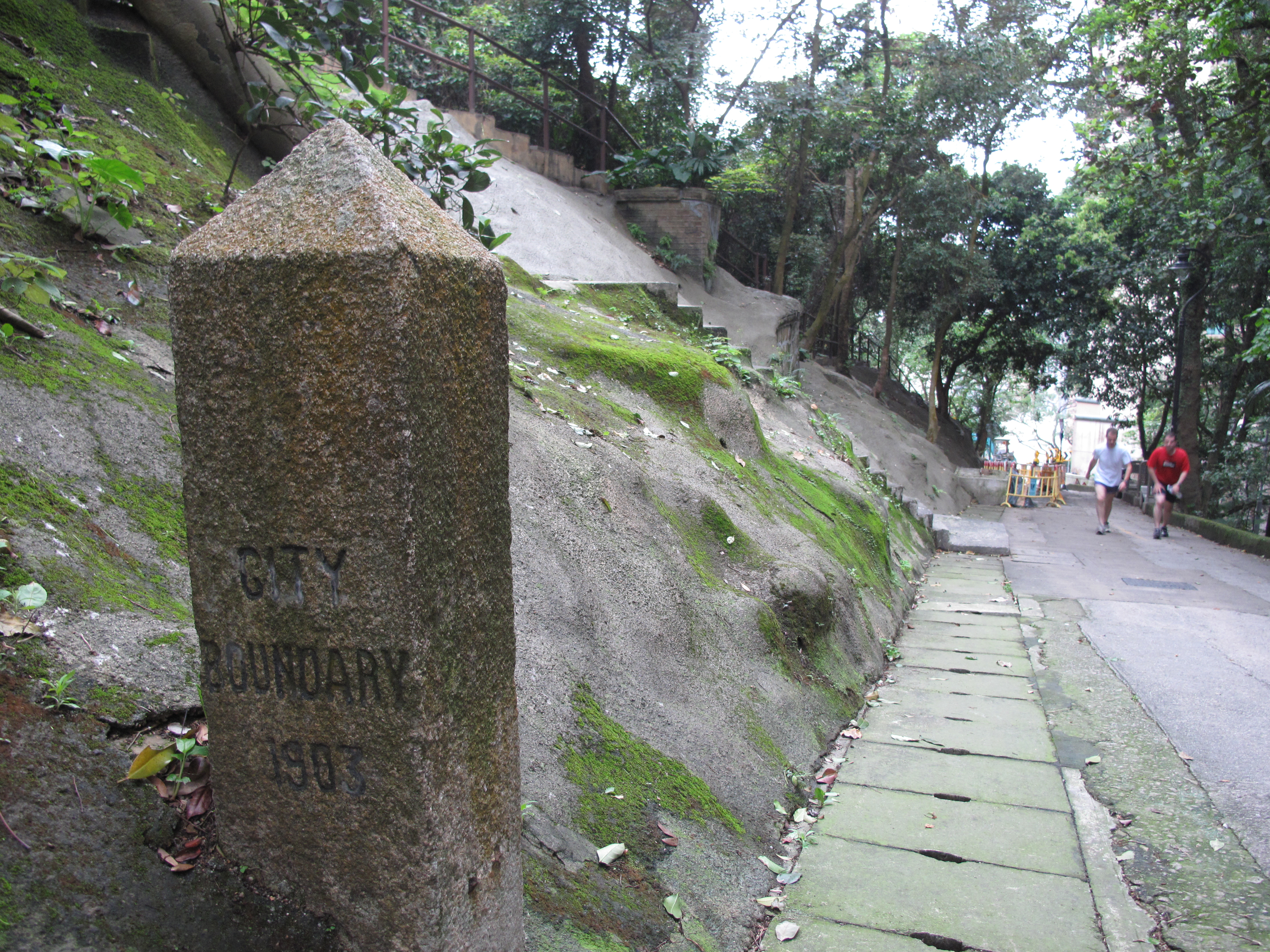
Pedra de frontera a Old Peak Road

Les fronteres de la ciutat estan definides en les lleis de Hong Kong de la manera següent:
- al nord: el port;
- a l'oest: una línia que transcorre del nord i al sud dibuixada a través del l'angle nord-oest d'Inland Lot No. 1299, i que s'estén cap al sud durant una distància de 850 peus de l'angle mencionat;
- al sud: una recta que transcorre a l'est des de l'extrem del sud de la frontera oest fins a trobar un contorn en la proximitat del Hill per sobre de Belchers 700 peus per sobre, és a dir, un nivell 17.833 peus sota el punt conegut com a "Rifleman's Bolt", el punt més alt d'un clau de coure col·locat horitzontalment en la paret de l'est de l'Oficina de l'Armada Reial i de Mess Block Naval Dockyard, i d'allí seguint el contorn anterior fins que es troba amb la frontera oriental;
- a l'est: una recta que segueix el costat oest del Government Pier, Bay View i d'allí al llarg del costat oest de Hing Fat Street, llavors al llarg del costat nord de Causeway Road fins a Moreton Terrace. D'allí al llarg del costat oest de Moreton Terrace cap a la cantonada sud-est d'Inland Lot No. 1580, en línia recta durant 80 peus, i d'allí al llarg del costat nord de Cotton Path, fins que es troba amb el costat oest de Wong Nei Chong Road en el costat est de Wong Nei Chong Valley, i d'allí a l'angle sud-est d'Inland Lot No. 1364, fins que es troba amb la frontera del sud.

L'any 1903, el Govern de Hong Kong va aixecar set pedres que servien de frontera per a la ciutat, amb la inscripció "City Voundary 1903" ("Frontera de la Ciutat 1903") a Hatton Road, Pok Fu Lam Road, Bowen Road, Old Peak Road (舊山頂道), Wong Nai Chung Road, Victoria Road/Carret Sai Ning (西寧街) i Magazine Gap Road. Totes les pedres es conserven, llevat la de Magazine Gap Road, que va desaparèixer a mitjans de juny de 2007.

## Districtes
També anomenats yeuks:
- Kennedy Town, Hong Kong
- Shek Tong Tsui
- Sai Ying Poon
- Taipingshan – Victoria Peak
- Sheung Wan
- Choong Wan
- Ha Wan (actual Admiralty)
- Wan Chai
- Bowrington (entre els actuals Wan Chai i Causeway Bay)
- So Kon Po
- Happy Valley (Hong Kong)
- Causeway Bay